# Крофта, Камиль
Камиль Кро́фта (чеш. Kamil Krofta); (17 июля 1876 ― 16 августа 1945) ― чешский историк и дипломат. Министр иностранных дел Чехословакии в 1936―1938 гг.

## Жизнь и карьера
Родился в городе Пльзень 17 июля 1876 года в семье Йозефа Крофты, пльзеньского мэра и известного адвоката. Учился в местной городской школе. Переехал в Прагу в 1894 году, где начал изучать философию, затем с 1896 по 1899 гг. проходил обучение в Вене. С 1899 по 1901 год работал в Ватиканском секретном архиве. С 1901 года работал в Национальном архиве в Праге. Начиная с 1911 года, Крофта был профессором в Карловом университете, где преподавал австрийскую историю. После окончания Первой мировой войны посвятил себя изучению словацкой истории. В 1916 году был избран членом Королевского богемского общества наук.
В 1919 году Камиль Крофта был назначен послом в Ватикане и сыграл важную роль в признании Чехословакии мировым сообществом. С 1921 по 1925 года он был послом в Вене и преподавал в университете Коменского в Братиславе. С 1925 по 1927 год Крофта был послом в Берлине. В 1927 году он стал председателем Президиума иностранных дел при министре иностранных дел Эдварде Бенеше. Оставаясь беспартийным, Крофта был одним из сторонников Бенеша и во многом влиял на выработку внешней политики Чехословакии во время пребывания Бенеша на президентском посту.
Крофта занимал пост Министра иностранных дел Чехословакии с 29 февраля 1936 по 4 октября 1938 года. На этой должности он сменил премьер-министра Милана Годжу, который оставил свою дополнительную должность по настоянию его Республиканской партии земледельческого и мелкокрестьянского населения .
Крофта был активным участником движения Сопротивления во время немецкой оккупации Чехословакии, будучи членом подпольной организации Революционное народное учредительное собрание (Přípravný národní Revoluční výbor). В 1944 году Крофта был арестован нацистами и заключён в тюрьму Панкрац. Затем его перевели в концентрационный лагерь Терезиенштадт, где он и оставался в заключении до тех пор, пока лагерь не был освобожден в мае 1945 года. Крофта умер в Праге 16 августа 1945 года, спустя несколько месяцев после окончания войны в результате последствий жестокого обращения во время тюремного заключения.

## Избранные публикации на чешском языке
- Kurie a církevní správa zemí českých v době předhusitské
- Řím a Čechy před hnutím husitským
- Historia Fratrum a Rozmlouvání starého Čecha s mladým rytířem
- Listy z náboženských dějin českých
- Bílá hora
- Přehled dějin selského stavu v Čechách a na Moravě
- Čtení o ústavních dějinách slovenských
- Čechové a Slováci před svým státním sjednocením
- Žižka a husitská revoluce
- Z dob naší první republiky
- Nesmrtelný národ
- Malé dějiny československé